# Gmina Gawłuszowice
Die Gmina Gawłuszowice ist eine Landgemeinde im Powiat Mielecki der Woiwodschaft Karpatenvorland in Polen. Ihr Sitz ist das gleichnamige Dorf.

## Gliederung
Zur Landgemeinde (gmina wiejska) Gawłuszowice gehören folgende sieben Dörfer mit einem Schulzenamt:
Gawłuszowice, Ostrówek, Kliszów, Młodochów, Brzyście, Krzemienica und Wola Zdakowska.